# Ống phun Laval

Nguyên tắc hoạt động của vòi phun siêu âm Laval

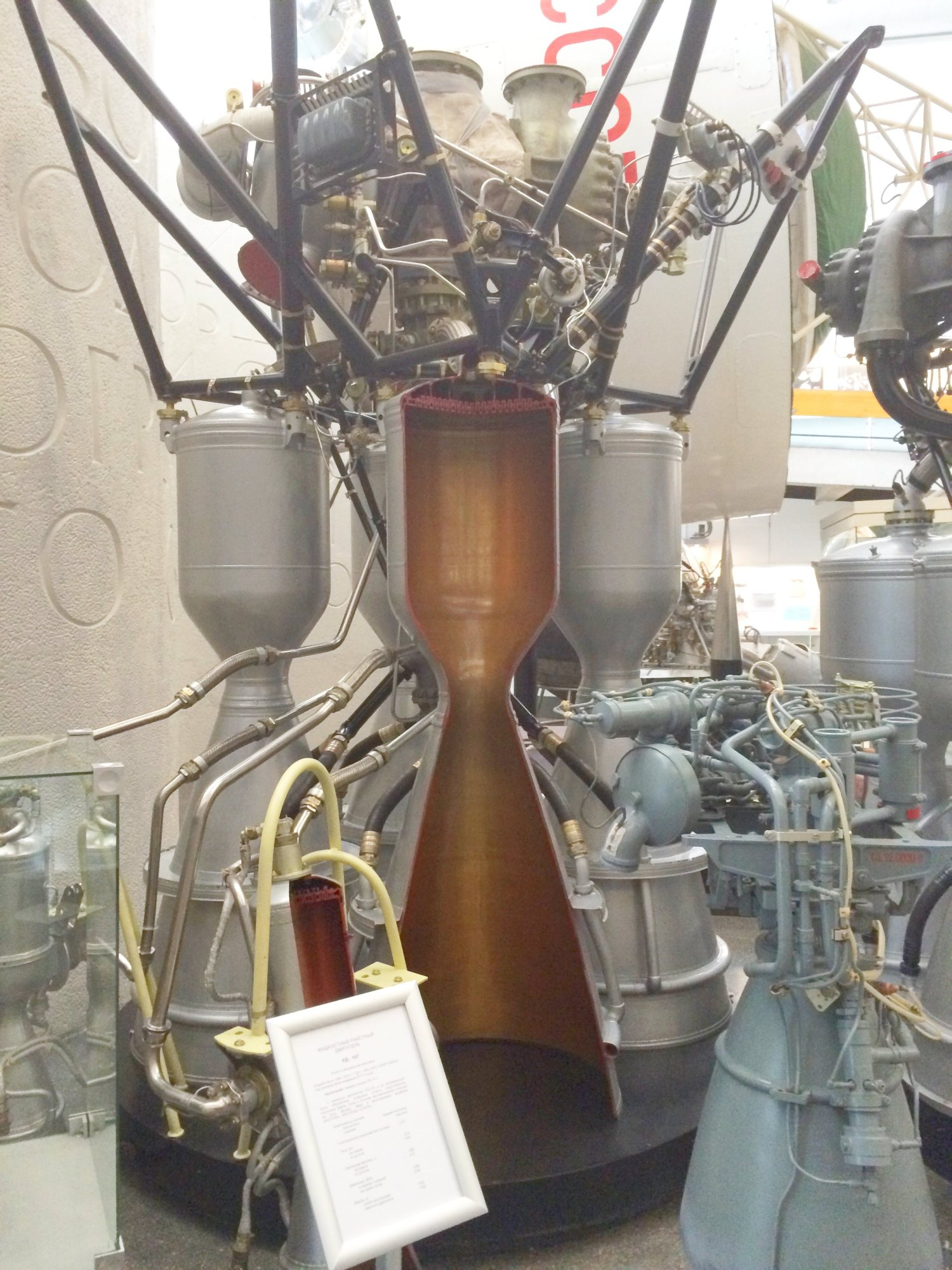
Ống phun Laval

Hình dạng vòi phun với phần thu hẹp (màu xanh) và phần mở rộng (màu đỏ, với độ mở bé hơn)

Ống phun Laval (tên gọi khác: loa phụt Laval, ống phun siêu thanh, vòi phun Laval) là một dạng ống phun được thiết kế khí động học, nhằm tăng tốc độ dòng khí trong ống từ dưới âm (Mach <1) lên tốc độ siêu âm (Mach >1)